# Berry Bees (serie animata)
Berry Bees è una serie animata prodotta da Atlantyca Entertainment, SLR Productions, Telegael e Cosmos-Maya Production per Nine Network che è stata presentata in anteprima su 9Go! in Australia il 5 ottobre 2019. La serie si basa sulle storie scritte nei libri italiani dall'omonimo titolo di Cat Le Blanc.
In Italia la serie viene trasmessa su Rai Gulp dal 16 dicembre 2019.

## Trama
Bobby, Lola e Juliette, alias le Berry Bees, sono tre ragazzine che conducono una vita apparentemente normale, almeno quando non sono impegnate a salvare il mondo per conto della B.I.A. (Bees Intelligence Agency), un'agenzia segreta che le ha scelte per tutte quelle missioni in cui gli agenti adulti non possono intervenire. Con il supporto dei curiosi gadget che il capo dell'agenzia, Miss Berry, fornisce loro in ogni episodio, le Berry Bees riescono sempre ad avere la meglio e dimostrare ai cattivi che salvare il mondo non è solo “una cosa da grandi”.

## Personaggi

### Personaggi principali
Bobby
Doppiata da: Sheena May (ed. originale), Giada Bonanomi (ed. italiana)
Nome in codice: Raspberry; è esperta di tecnologia e un po’ nerd. Sul suo costume c'è un lampone.
Lola
Doppiata da: Giulia Bersani (ed. italiana)
Nome in codice: Strawberry; è un'abile contorsionista e acrobata. Sul suo costume c'è una fragola.
Juliette
Doppiata da: Francesca Bielli (ed. italiana)
Nome in codice: Blueberry; è una straordinaria attrice e mentalista. Sul suo costume c'è un mirtillo.
Ms. Berry
Doppiata da: Paola Della Pasqua (ed. italiana)
Capo delle Berry Bees è colei che contatta ed assegna le missioni al trio. Ha sempre il volto coperto.

### Antagonisti
Tara Bytes
Doppiata da: Alessandra Karpoff (ed. italiana)
Un genio della tecnologia ossessionata dai soldi e dalla fama, nonostante venga consegnata alla giustizia con prove schiaccianti riesce sempre a farla franca grazie alla sua furbizia e carisma.
Aaron Mirage
Doppiato da: Diego Sabre (ed. italiana)
Un ladro che può assumere l'identità di chiunque. La sua vera identità è sconosciuta.
Cosmo Greenthumb
Doppiato da: Mario Scarabelli (ed. italiana)
Marito di Fauna, non è molto sveglio e spesso causa il fallimento dei piani di Fauna.
Fauna Greenthumb
Doppiata da: Dania Cericola (ed. italiana)
Moglie di Cosmo è colei che organizza piani criminali affinché la natura possa sopraffare l'umanità.

## Episodi
| N° | Titolo originale                | Titolo italiano                    | Prima TV Australia | Prima TV Italia  |
| -- | ------------------------------- | ---------------------------------- | ------------------ | ---------------- |
| 1  | Princesses Pose a Problem       | Missione doppia principessa        | 5 ottobre 2019     | 19 dicembre 2019 |
| 2  | The Milk Shakey Shook           | Spie, animali e passepartout       | 19 ottobre 2019    | 17 dicembre 2019 |
| 3  | Stars Fall                      | Le scarpe Salta-Salta              | 19 ottobre 2019    | 18 dicembre 2019 |
| 4  | Hypnotic Hair, Don't Care       | Brillantina con ipnosi             | 27 ottobre 2019    | 18 dicembre 2019 |
| 5  | License to Munch                | Bruchi mangia kart                 | 15 dicembre 2019   | 30 dicembre 2019 |
| 6  | Social Oversharing              | Ladri di segreti                   | 5 ottobre 2019     | 16 dicembre 2019 |
| 7  | Xmas 2.0                        | Natale 2.0 - Prima parte           | 12 ottobre 2019    | 24 dicembre 2019 |
| 8  | Xmas 2.0                        | Natale 2.0 - Seconda parte         | 12 ottobre 2019    | 24 dicembre 2019 |
| 9  | Love Is in the Net              | Troppo perfetto per essere vero    | 17 novembre 2019   | 19 dicembre 2019 |
| 10 | Someone Went Off Course         | Una nave fuori rotta               | 24 novembre 2019   | 26 dicembre 2019 |
| 11 | String Sting                    | Un violino sotto chiave            | 10 novembre 2019   | 17 dicembre 2019 |
| 12 | It's a Winner Wipeout           | Una buona torta non si scorda mai  | 27 ottobre 2019    | 22 dicembre 2019 |
| 13 | Berry Fall                      | Tre volte trappola - Prima parte   | 1 dicembre 2019    | 31 dicembre 2019 |
| 14 | Berry Fall                      | Tre volte trappola - Seconda parte | 1 dicembre 2019    | 31 dicembre 2019 |
| 15 | A Prank Is Not a Crime          | Scherzare non è reato              | 14 dicembre 2019   | 30 dicembre 2019 |
| 16 | Mind the Cat                    | Attenti al gatto!                  | 18 luglio 2020     | 7 maggio 2020    |
| 17 | Growing Pains                   | Teneri pelosetti crescono          | 10 novembre 2019   | 23 dicembre 2019 |
| 18 | Action! BBs on the Movie Set    | Pronte, apine, si gira!            | 14 dicembre 2019   | 26 dicembre 2019 |
| 19 | Watch the Birdie                | Pioggia di aquiloni                | 18 luglio 2020     | 8 maggio 2020    |
| 20 | Haunted Amusement Park          | Fantasmi al luna park              | 3 novembre 2019    | 22 dicembre 2019 |
| 21 | Drop in the Ocean               | S.O.S. Barriera corallina          | 3 novembre 2019    | 16 dicembre 2019 |
| 22 | Nightmare Before Halloween      | Un Halloween da paura              | 4 luglio 2020      | 14 maggio 2020   |
| 23 | Clover's Got Talent             | Sfida tra talenti                  | 17 novembre 2019   | 29 dicembre 2019 |
| 24 | Rare Earth Sledding             | Che fine ha fatto la neve?         | 24 novembre 2019   | 23 dicembre 2019 |
| 25 | To Bee or Not to Bee            | Non ti ricordar di me              | 9 novembre 2019    | 21 dicembre 2019 |
| 26 | Chinese Shadows                 | Ombre cinesi                       | 4 luglio 2020      | 6 maggio 2020    |
| 27 | Boiling Point                   | Tropici in Irlanda                 | 25 luglio 2020     | 15 maggio 2020   |
| 28 | Tricky Business                 | Missione spettacolo truccato       | 9 novembre 2019    | 21 dicembre 2019 |
| 29 | Hamster Haul                    | Il ruggito del criceto             | 25 luglio 2020     | 13 maggio 2020   |
| 30 | Mystery in Venice               | Mistero a Venezia                  | 1 agosto 2020      | 10 maggio 2020   |
| 31 | Taking the Plunge               | Un tuffo a rana                    | 1 agosto 2020      | 6 maggio 2020    |
| 32 | The Winner Loses It All         | Giovani geni in pericolo           | 11 luglio 2020     | 7 maggio 2020    |
| 33 | Mummy's Boy                     | Mummie, dinosauri e falsi allarmi  | 8 agosto 2020      | 18 maggio 2020   |
| 34 | Having a Ball                   | Un campione alla Paillard          | 8 agosto 2020      | 11 maggio 2020   |
| 35 | Don't Stop the Music            | Una musica spinosa                 | 15 agosto 2020     | 16 maggio 2020   |
| 36 | The Host Heist                  | Tutti in carrozza!                 | 15 agosto 2020     | 14 maggio 2020   |
| 37 | Mission to Mars                 | Missione su Marte                  | 15 dicembre 2019   | 29 dicembre 2019 |
| 38 | Look, Up in the Sky             | Un eroe in ognuno di noi           | 8 dicembre 2019    | 28 dicembre 2019 |
| 39 | The Game is Over                | Verdure all'arrabbiata             | 22 agosto 2020     | 12 maggio 2020   |
| 40 | Smart Pets                      | Scambio di posto                   | 22 agosto 2020     | 10 maggio 2020   |
| 41 | Micro Mahyem                    | Furto tra i ghiacci                | 11 luglio 2020     | 8 maggio 2020    |
| 42 | The Tennis Snatch               | Acchiappa la racchetta, Lola!      | 29 agosto 2020     | 17 maggio 2020   |
| 43 | Model Bee-haviour               | Spionaggio con stile               | 29 agosto 2020     | 12 maggio 2020   |
| 44 | Cowabunga, Bees!                | Cowabunga, Berry Bees!             | 8 dicembre 2019    | 28 dicembre 2019 |
| 45 | School's Out                    | La scuola è chiusa!                | 5 settembre 2020   | 13 maggio 2020   |
| 46 | Patty Pizza                     | Patty Pizza                        | 5 settembre 2020   | 17 maggio 2020   |
| 47 | Mountain Madness                | Yeti o non Yeti?                   | 12 settembre 2020  | 9 maggio 2020    |
| 48 | It's a Whole New World in There | Ogni desiderio si avvera!          | 12 settembre 2020  | 9 maggio 2020    |
| 49 | Cat-astrophe                    | Gattastrofe                        | 19 settembre 2020  | 18 maggio 2020   |
| 50 | Bees Outback                    | Apine in campeggio                 | 19 settembre 2020  | 11 maggio 2020   |
| 51 | Spelling Bees in Action         | Missione parole da dividere        | 26 settembre 2020  | 15 maggio 2020   |
| 52 | Dog Gone                        | Fiuta, agente Fluffy!              | 26 settembre 2020  | 16 maggio 2020   |